# Dolichopus jaquesi
Dolichopus jaquesi är en tvåvingeart som beskrevs av Harmston och Frank Hall Knowlton 1939. Dolichopus jaquesi ingår i släktet Dolichopus och familjen styltflugor.
Artens utbredningsområde är Iowa. Inga underarter finns listade i Catalogue of Life.